# Jennifer A. Doudna

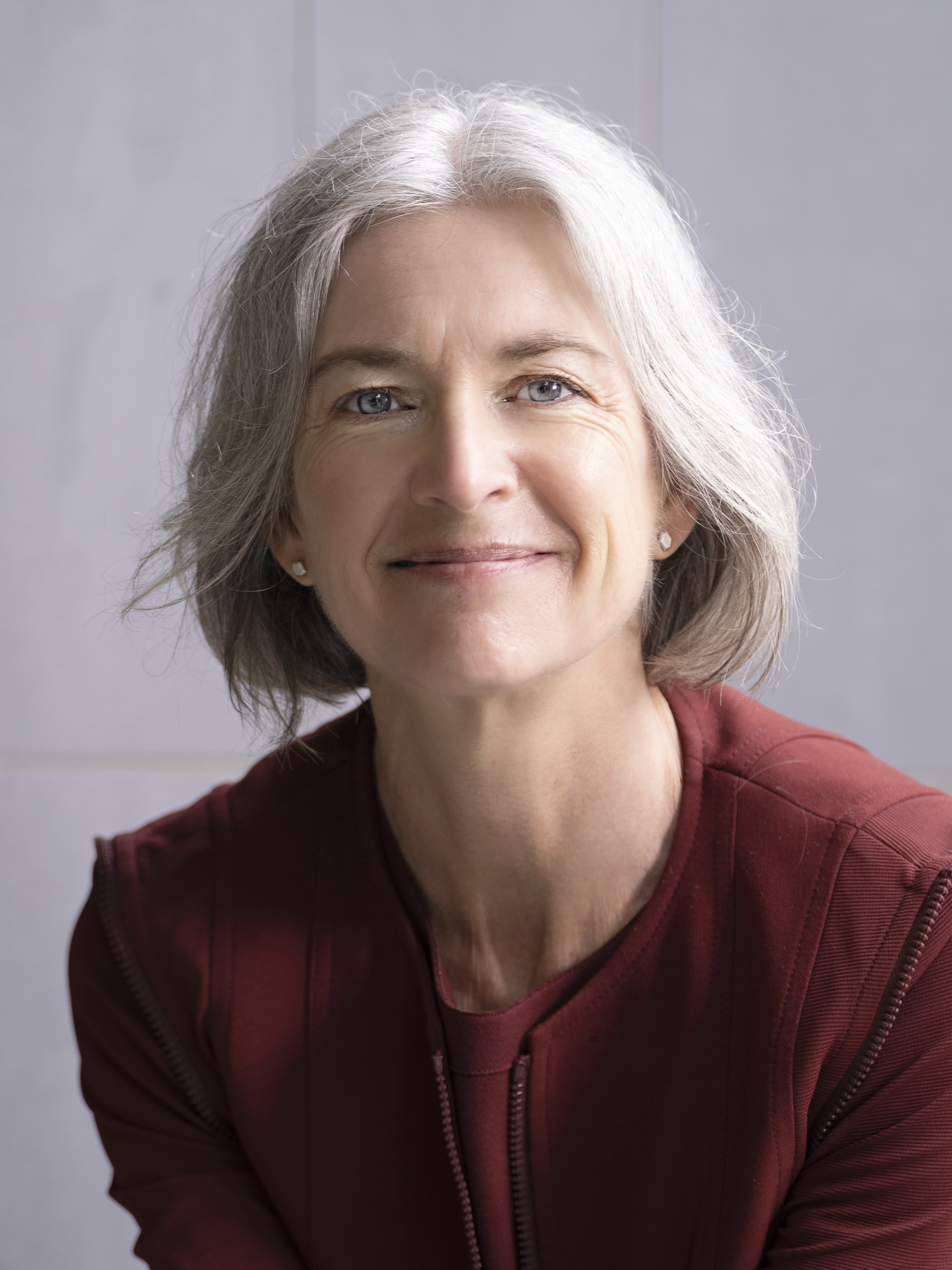
Jennifer Doudna (2021)

Jennifer Anne Doudna Cate ([daʊdnə]; * 19. Februar 1964 in Washington, D.C.) ist eine US-amerikanische Biochemikerin und Molekularbiologin an der University of California, Berkeley. Sie konnte mit wegweisenden Arbeiten zur Aufklärung komplexer Strukturen katalytisch wirkender RNA (sog. Ribozyme) beitragen. 2020 wurde ihr gemeinsam mit Emmanuelle Charpentier der Nobelpreis für Chemie zugesprochen.

## Leben
Doudna wuchs bei Hilo auf Hawaii auf. Sie erwarb 1985 einen Bachelor bei Sharon M. Panasenko am Pomona College und 1989 einen PhD bei Jack W. Szostak an der Harvard University. Als Postdoktorandin arbeitete sie bei Szostak und bei Thomas R. Cech an der University of Colorado. 1994 erhielt sie eine erste Professur an der Yale University (Assistant Professor) und stieg bis 2000 zu einer ordentlichen Professur auf. 2000/2001 war sie Gastprofessorin an der Harvard University, bevor sie 2003 an die University of California, Berkeley wechselte.
Doudna forscht außerdem seit 1997 für das Howard Hughes Medical Institute und ist zusätzlich seit 2003 für das Lawrence Berkeley National Laboratory tätig. Ihr Ehemann, Jamie H. Doudna Cate (* 1968), war einer ihrer ersten Studenten und ist (Stand 2019) ebenfalls Professor an der University of California, Berkeley.

## Wirken
Doudna leistete innovative Forschungen, die zu einer Methode führten, die die Kristallisation großer RNA-Moleküle ermöglicht. Sie bestimmte die Kristallstruktur katalytisch aktiver RNA-Moleküle (Ribozyme) und desjenigen RNA-Moleküls, das den Ribonukleoprotein-Kern des Signalerkennungspartikels bildet. Sie entschlüsselte die strukturellen Eigenschaften dieser Moleküle und ermöglichte damit ein tieferes Verständnis der RNA-Funktion bei der Katalyse und der Proteinbiosynthese. 2012 veröffentlichte sie mit Emmanuelle Charpentier eine grundlegende Arbeit zur CRISPR/Cas-Methode mit der Demonstration der Verwendung von Cas9, um Schnitte in beliebige DNA-Sequenzen zu machen. Daneben war sie an der Entwicklung der CRISPRi beteiligt.
Aktuelle Arbeiten (Stand 2014) befassen sich mit der Rolle der mRNA-Struktur bei der microRNA-vermittelten Genregulation, mit der internen ribosomalen Eintrittsstelle (internal ribosomal entry site), mit der strukturellen und biochemischen Charakterisierung des CRISPR-vermittelten bakteriellen Immunsystems, mit der Struktur und Funktionsweise des Signalerkennungspartikels und mit der RNA-Erkennung durch Dicer-Enzyme.
Laut Google Scholar hat Doudna einen h-Index von 163, laut Datenbank Scopus einen von 132 (jeweils Stand August 2025). Seit 2015 zählte sie Thomson Reuters aufgrund der hohen Zahl ihrer Zitationen zu den Favoriten auf einen Nobelpreis für Chemie. 2020 bekam sie „für die Entwicklung einer Methode zur Genom-Editierung“ gemeinsam mit Emmanuelle Charpentier den Nobelpreis für Chemie zugesprochen.

## Auszeichnungen (Auswahl)
- 1999: William O. Baker Award for Initiatives in Research der National Academy of Sciences[9]
- 2000: Alan T. Waterman Award[4]
- 2001: Eli Lilly Award in Biological Chemistry[10]
- 2002: Mitglied der National Academy of Sciences[11]
- 2003: Mitglied der American Academy of Arts and Sciences[12]
- 2008: Fellow der American Association for the Advancement of Science
- 2010: Mitglied des Institute of Medicine (heute National Academy of Medicine)
- 2013: Hans Neurath Award der Protein Society
- 2014: Dr. Paul Janssen Award for Biomedical Research (mit Emmanuelle Charpentier)[13]
- 2014: Gabbay Award (mit Feng Zhang und Emmanuelle Charpentier)[14]
- 2014: Lurie Prize in Biomedical Sciences
- 2015: Breakthrough Prize in Life Sciences
- 2015: Prinzessin-von-Asturien-Preis (mit Emmanuelle Charpentier)
- 2015: Gruber-Preis für Genetik (mit Emmanuelle Charpentier)
- 2015: Massry-Preis (mit Philippe Horvath und Emmanuelle Charpentier)
- 2016: UNESCO-L’Oréal-Preis
- 2016: Paul-Ehrlich-und-Ludwig-Darmstaedter-Preis (mit Emmanuelle Charpentier)[15]
- 2016: Warren Alpert Foundation Prize
- 2016: Canada Gairdner International Award
- 2016: HFSP Nakasone Award (mit Emmanuelle Charpentier)
- 2016: Auswärtiges Mitglied der Royal Society
- 2016: H.P.-Heineken-Preis für Biochemie und Biophysik
- 2016: Dickson Prize in Medicine
- 2016: Tang Prize für Biopharmazeutische Forschung (mit Feng Zhang und Emmanuelle Charpentier)[16]
- 2016: BBVA Foundation Frontiers of Knowledge Award
- 2017: Japan-Preis (mit Emmanuelle Charpentier)
- 2017: F. A. Cotton Medal[17]
- 2017: Albany Medical Center Prize (mit Emmanuelle Charpentier, Luciano Marraffini, Francisco Juan Martínez Mojica und Feng Zhang)
- 2017: Dickson Prize in Science
- 2018: Croonian Lecture der Royal Society
- 2018: NAS Award in Chemical Sciences
- 2018: Kavli-Preis (mit Emmanuelle Charpentier und Virginijus Šikšnys)
- 2018: Pearl Meister Greengard Prize
- 2018: Harvey-Preis (mit Emmanuelle Charpentier, Feng Zhang)[18]
- 2019: Nierenberg Prize[19]
- 2020: Wolf-Preis in Medizin (mit Emmanuelle Charpentier)
- 2020: Nobelpreis für Chemie (mit Emmanuelle Charpentier)
- 2021: ordentliches Mitglied der Päpstlichen Akademie der Wissenschaften[20]
- 2023: Aufnahme in die National Inventors Hall of Fame
- 2023: Ehrendoktorwürde der Harvard University[21]
- 2023: Willard Gibbs Medal
- 2025: National Medal of Technology and Innovation
- 2026: Priestley-Medaille